# Rami Yaslam
Rami Yaslam (Emiratos Árabes Unidos, 11 de junio de 1981) es un exfutbolista de los Emiratos Árabes Unidos que jugaba en la posición de centrocampista.

## Carrera

### Club
| Periodo   | Club       |
| --------- | ---------- |
| 2001-2012 | Al-Ain FC  |
| 2012–2014 | Dubai Club |

### Selección nacional
Jugó para Emiratos Árabes Unidos en 14 ocasiones de 2003 a 2004 y anotó 2 goles; participó en la Copa Asiática 2004.

## Logros
- UAE Pro League (4): 2001–02, 2002–03, 2003–04, 2011–12
- Copa Presidente de Emiratos Árabes Unidos (3): 2004–05, 2005–06, 2008–09
- Supercopa de los Emiratos Árabes Unidos (3): 2003, 2009, 2012
- Copa de Liga de los Emiratos Árabes Unidos (1): 2008-09
- Copa Federación de los Emiratos Árabes Unidos (2): 2004-05, 2005-06
- Copa de Clubes Campeones del Golfo (1): 2001
- Liga de Campeones de la AFC (1): 2003